# Алькальде (Нью-Мексико)
Алькальде (англ. Alcalde) — переписна місцевість (CDP) в США, в окрузі Ріо-Арріба штату Нью-Мексико. Населення — 310 осіб (2020).

## Географія
Алькальде розташований за координатами 36°5′7″ пн. ш. 106°3′27″ зх. д. / 36.08528° пн. ш. 106.05750° зх. д. (36.085393, -106.057516).  За даними Бюро перепису населення США в 2010 році переписна місцевість мала площу 1,34 км², уся площа — суходіл.

### Клімат
| Клімат : Алькальде    | Клімат : Алькальде | Клімат : Алькальде | Клімат : Алькальде | Клімат : Алькальде | Клімат : Алькальде | Клімат : Алькальде | Клімат : Алькальде | Клімат : Алькальде | Клімат : Алькальде | Клімат : Алькальде | Клімат : Алькальде | Клімат : Алькальде | Клімат : Алькальде |
| Показник              | Січ.               | Лют.               | Бер.               | Квіт.              | Трав.              | Черв.              | Лип.               | Серп.              | Вер.               | Жовт.              | Лист.              | Груд.              | Рік                |
| Середній максимум, °C | 7,6                | 10,8               | 15,2               | 20,1               | 24,9               | 30,2               | 31,8               | 30,2               | 26,9               | 21,3               | 13,8               | 7,9                | 20,1               |
| Середній мінімум, °C  | −9,3               | −6,4               | −3,7               | 0,2                | 4,7                | 8,9                | 12,9               | 12,1               | 7,1                | 0,6                | −5,1               | −8,8               | 1,1                |
| Норма опадів, мм      | 10                 | 10                 | 13                 | 15                 | 18                 | 20                 | 36                 | 48                 | 30                 | 25                 | 15                 | 13                 | 257                |
| --------------------- | ------------------ | ------------------ | ------------------ | ------------------ | ------------------ | ------------------ | ------------------ | ------------------ | ------------------ | ------------------ | ------------------ | ------------------ | ------------------ |
| Джерело: Weatherbase  |                    |                    |                    |                    |                    |                    |                    |                    |                    |                    |                    |                    |                    |

## Демографія
Згідно з переписом 2010 року, у переписній місцевості мешкало 285 осіб у 112 домогосподарствах у складі 76 родин. Густота населення становила 213 особи/км².  Було 138 помешкань (103/км²).
Расовий склад населення:
| - 20,4 % — білих - 3,9 % — корінних американців - 0,4 % — азіатів - 74,0 % — осіб інших рас |

До двох чи більше рас належало 1,4 %. Частка іспаномовних становила 91,6 % від усіх жителів.
За віковим діапазоном населення розподілялося таким чином: 26,3 % — особи молодші 18 років, 60,7 % — особи у віці 18—64 років, 13,0 % — особи у віці 65 років та старші. Медіана віку мешканця становила 38,8 року. На 100 осіб жіночої статі у переписній місцевості припадало 90,0 чоловіків;  на 100 жінок у віці від 18 років та старших — 87,5 чоловіків також старших 18 років.
Середній дохід на одне домашнє господарство  становив 55 502 долари США (медіана — 45 938), а середній дохід на одну сім'ю — 69 032 долари (медіана — 49 167). Медіана доходів становила 45 313 долари для чоловіків та 38 125 доларів для жінок. За межею бідності перебувало 9,5 % осіб, у тому числі 0,0 % дітей у віці до 18 років та 43,5 % осіб у віці 65 років та старших.
Цивільне працевлаштоване населення становило 106 осіб. Основні галузі зайнятості: освіта, охорона здоров'я та соціальна допомога — 33,0 %, науковці, спеціалісти, менеджери — 21,7 %, публічна адміністрація — 10,4 %, фінанси, страхування та нерухомість — 8,5 %.